# Onthophagus rugidorsis
Onthophagus rugidorsis là một loài bọ cánh cứng trong họ Bọ hung (Scarabaeidae).